# Abu-Abd-Al·lah Muhàmmad ibn Alí
Abu-Abd-Al·lah Muhàmmad ibn Alí fou sultà del Sus del 1660 al 1669.
Era fill de Sidi Ali ibn Muhammad, primer sultà del Sus, al que va succeir quan va morir el 1660. Va mantenir la seva autoritat al Sus fins a l'ofensiva de Mulay al-Rashid que el 1669 el va derrotar. Es va refugiar a Ilegh, on va viure un temps, però ja sense capacitat de combatre contra al-Rashid. Quan aquest va assetjar Ilegh, la seva autoritat es va enfonsar.